# 트랜스해방전선
트랜스해방전선은 정의당 당원인 트랜스여성 김겨울이 대표를, 류세아가 부대표를 맡고 있는 인권단체이다.